# 地面控制II：撤离行动
《地面控制II：撤离行动》（中国大陆又译作、，中国大陆官方译为）是一款2004年上市的，由Massive Entertainment制作的即时战术游戏。本作为地面控制的续作。和前作相似，本作采用全3D图像和可旋转视角。

## 登场人物
- 雅各布·安杰勒斯（Jacob Angelus）
- Tai Han Rho
- 阿拉尼斯·古德里安·沃赫斯特（Aranis Guderian Warhurst）
- 道格拉斯·格兰特（Douglas Grant）
- 米歇尔·拉克鲁瓦（Michelle LaCroix）
- 艾丽斯·麦克尼尔（Alice McNeal）
- 沃尔娜·阿兹拉（Vlaana Azleea）
- Dracus
- Centurion Cezarus
- G'Hall
- Drahk'Mar
- Khau'Nir